# Boophis arcanus
Boophis arcanus Glaw, Köhler, De La Riva, Vieites & Vences, 2010 è una rana della famiglia Mantellidae, endemica del Madagascar.

## Distribuzione e habitat
La specie, recentemente descritta, è nota solo nel Parco nazionale di Ranomafana, nel Madagascar centrale.

## Conservazione
La IUCN Red List classifica Boophis arcanus come specie in pericolo di estinzione (Endangered).